# John Amaechi
Pour les articles homonymes, voir Amaechi.
John Ekwugha Amaechi, surnommé « Meech », né le 26 novembre 1970 à Boston (Massachusetts) est un joueur professionnel anglo-américain de basket-ball, devenu commentateur de matches au Royaume-Uni. Il est le premier joueur ayant évolué en NBA à révéler son homosexualité.

## Biographie
Né à Boston d'un père nigérian, Amaechi a grandi à Stockport en Angleterre. Il retourne aux États-Unis pour jouer au basket-ball dans l'équipe du lycée St. John's à Toledo (Ohio). Au niveau universitaire, il commence à jouer au sein de l'équipe des Commodores de l'université Vanderbilt, puis il rejoint les Nittany Lions de l'université d'État de Pennsylvanie où il obtient deux sélections dans la First Team Academic All-American.

## Carrière
Pivot de 2,08 m et 122 kg, John Amaechi, non drafté, débute en NBA aux Cavaliers de Cleveland en 1995. Il joue 28 matches pour les Cavaliers pendant la saison 1995-1996, puis joue trois ans en Europe : en Championnat de France avec le club du Cholet Basket et le CSP Limoges ; en LegA, le championnat italien, avec Kinder Bologne; en ligue ESAKE, le championnat grec avec le Panathinaïkos et au Royaume-Uni avec les Sheffield Sharks. Il retrouve la NBA en 1999 en signant pour le Magic d'Orlando. Avec une solide saison 1999-2000, où il cumule la moyenne de 10,5 points en 21,1 minutes par match, il connait la notoriété en inscrivant les premiers points NBA du nouveau millénaire en 2000[réf. nécessaire]. Amaechi joue ensuite avec le Jazz de l'Utah de 2001 à 2003.
Il est transféré aux Rockets de Houston au milieu de sa dernière saison, en échange de Glen Rice, mais, bien qu'il ne soit pas blessé, ne prend part à aucun de leurs matchs.
Jeune retraité, il reprend le jeu pour les Jeux du Commonwealth à Melbourne sous les couleurs de l'Angleterre, aidant l'équipe nationale à remporter la médaille de bronze.
Sa carrière de joueur ayant pris fin, Amaechi commente le match NBA hebdomadaire diffusé sur la chaîne de télévision britannique Channel 5.

## Vie privée
En dehors de ses activités de commentateur, Amaechi est surtout impliqué dans l'ABC Foundation, une association qui construit des centres de sport pour enfants au Royaume-Uni. Le premier a ouvert à Manchester, près de sa maison natale de Stockport.
En février 2007, il annonce son homosexualité sur ESPN, ainsi que la parution d'un livre autobiographique Man in the Middle (« L'Homme au milieu ») publié chez ESPN Books, qui rend compte de son expérience de joueur professionnel « dans le placard ». Il a également accusé d'homophobie Jerry Sloan, son ancien entraîneur du club du Jazz de l'Utah basé à Salt Lake City, ville à forte population mormone. Parmi les réactions au coming out d'Amaechi, les propos de l'ancien joueur de basket-ball Tim Hardaway, qui se déclare « homophobe » ont particulièrement choqué.
Amaechi est le premier joueur NBA à effectuer son coming out, et l'un des seuls parmi les sportifs professionnels masculins, avec les joueurs de football américain de la NFL Esera Tuaolo, Roy Simmons et Dave Kopay, l'ancien joueur de rugby à XIII de la National Rugby League Ian Roberts et les anciens joueurs baseball de la Major League Baseball Glenn Burke et Billy Bean.

## Clubs
- 1989 - 1990 :  Manchester Giants (BBL)
- 1990 - 1991 :  Université Vanderbilt (NCAA)
- 1992 - 1995 :  Université d'État de Pennsylvanie (NCAA)
- 1995 - 1996 : 
  -  Cholet Basket (Pro A)
  -  Cavaliers de Cleveland (NBA)
- 1996 - 1997 :  Panathinaikos Athènes (ESAKE)
- 1997 - 1998 
  -  Virtus Bologne (Lega A)
  -  Sheffield Sharks (BBL)
- 1998 - 1999 :  CSP Limoges (Pro A)
- 1999 - 2001 :  Magic d'Orlando (NBA)
- 2001 - 2003 :  Jazz de l'Utah (NBA)

## Palmarès
- BBL trophy en 1998

## Sources
- (en) Cet article est partiellement ou en totalité issu de l’article de Wikipédia en anglais intitulé « John Amaechi » (voir la liste des auteurs).

1. ↑  (en) « Coming out fighting off basketball court », sur The Scotsman, 18 février 2007 (consulté le 6 septembre 2014)
2. ↑  Basket News no 330S, 14 février 2007
3. ↑  « Je déteste les gays. Je n'aime pas être avec eux. Je suis homophobe. Pour moi, ces gens-là ne devraient pas exister. Aux États-Unis ou ailleurs. » (en) Intégralité de l'interview